# 도이촌 (에히메현 우마군)
도이촌(土居村)은 에히메현 우마군에 설치된 촌이다. 